# Стопіньський край
Стопі́ньський край (латис. Stopiņu novads) — адміністративно-територіальна одиниця Латвійської Республіки. Розташований у центральній частині країни, в історичному регіоні Ліфляндія. Адміністративний центр — Улброка. Створений 2004 року. Площа — 53,5 км². Населення — 10 096 осіб (2011). 

## Населення
Національний склад краю за результатами перепису населення Латвії 2011 року.
| Національність | К-сть | % |
| -------------- | ----- | - |